# Bonifacio Moral de San Román
Bonifacio Moral de San Román (Pradoluengo, 14 de mayo de 1850 - Madrid, 18 de junio de 1927) fue un religioso agustino y escritor español.

## Biografía
A los diecinueve años ingresó en el convento de los Agustinos Filipinos de Valladolid, donde tomó los votos el año siguiente.  Completó sus estudios en el colegio de este mismo convento y en el monasterio de Santa María de la Vid de la provincia de Burgos.  Fue ordenado presbítero en 1874.
En 1877 fue nombrado profesor de Lógica en el colegio de Valladolid, donde colaboró con Tomás Cámara en la implantación del plan de estudios.
Jubilado en 1889, permaneció en Valladolid dedicado al estudio y docencia de Lógica, Física y Química hasta que en 1893 se trasladó a El Escorial para ejercer como procurador del recién fundado Colegio de Estudios Superiores de El Escorial.  Maestro en Sagrada Teología desde 1897, cuando se creó la provincia Agustiniana Matritense fue nombrado su rector, y en su primer capítulo celebrado en 1899 fue elegido provincial de la misma.
Desde 1908 fue prior de la residencia agustiniana de la calle Valverde de Madrid, donde residió hasta su fallecimiento en 1927.

## Obras
Resultado de varios años de investigación en archivos y bibliotecas, entre ellos la Nacional de Madrid, la de San Isidro y la del Escorial, compuso un “Catálogo de escritores agustinos españoles, portugueses y americanos y sus obras por orden alfabético de autores” que fue publicado por partes en la Revista Agustiniana entre 1881 y 1908, y del que posteriormente se sirvió Gregorio de Santiago Vela para la redacción del "Ensayo de una Biblioteca Ibero-Americana de la Orden de San Agustín".
También dejó escrita la "Vida de santa Teresa de Jesús para uso del pueblo" (Valladolid, 1884), que resultó premiada en el certamen literario celebrado con motivo del tercer centenario de la muerte de la santa, y colaboró con varios artículos en las revistas Ciudad de Dios, La Ilustración Católica y El Buen Consejo.